# Saint-André-de-Valborgne
Saint-André-de-Valborgne è un comune francese di 475 abitanti situato nel dipartimento del Gard, nella regione dell'Occitania.

## Società

### Evoluzione demografica
Abitanti censiti